# Otto Armster
Otto Armster  (11 de julio de 1891 en Preetz - 21 de septiembre de 1957) fue un oficial de la inteligencia militar alemana y miembro de la resistencia alemana, implicado en el atentado del 20 de julio de 1944, intento de asesinar a Adolf Hitler.

## Biografía
Armster fue amigo del almirante Wilhelm Canaris, jefe del contraespionaje (Abwehr) y estaba en contacto con la resistencia alemana al nazismo desde 1939. Como coronel y jefe del departamento de contrainteligencia en Viena desde abril de 1944,  trabajó estrechamente con Georg Alexander Hansen, Hans Oster y Ludwig Gehre.
En relación con sus actividades de la resistencia, Armster tuvo contacto permanente con el general Friedrich Olbricht y otros conspiradores del atentado del 20 de julio, a través del confidente de Olbricht, Hermann Káiser. Fue designado por los conspiradores para convertirse en el oficial de enlace del círculo de defensa XVIII (Salzburgo).
El 23 de julio de 1944 Armster fue arrestado por la Gestapo y llevado a Berlín, donde fue tomado en custodia en la prisión de confinamiento solitario en la calle Lehrter hasta el 25 de abril de 1945. Por el 15 de mayo de 1945, fue arrestado por la NKVD y en consecuencia secuestrado a la Unión Soviética, donde estuvo encarcelado hasta 1955.

## Lecturas relacionadas
- Ludwig Jedlicka: Der 20. Julio de 1944 en Österreich. München/Wien 1965
- Peter Hoffmann: Widerstand, Staatsstreich, Attentat. Der Kampf der Oposición gegen Hitler. München 1969/1985

- Datos: Q87813